# Sebo K
Sebo K (bürgerlich: Sebastian Kahrs) ist ein deutscher DJ und Musikproduzent im Minimal House.
Sebo K begann Anfang der 1990er Jahre seine DJ-Tätigkeit. Er wurde Resident-DJ bei Alec Empires Partyreihe Bass Terror und legte dort Breakbeat auf. Die folgenden Jahre wurde Sebo K von Detroit Techno und Chicago House geprägt und fand einen eigenen percussiven House-Stil. Seit dem Start 2002 gehört er zu den Residents des Berliner Clubs Watergate.
Seit Beginn 2005 gehört er zur Stammmannschaft von Anja Schneiders Label Mobilee.

## Diskografie (Auswahl)
Singles
- 2002: From S2S (Aspekte)
- 2005: Too Hot (Mobilee)
- 2006: Horizons (Mobilee)
- 2011: Mr. Duke (Mobilee)
- 2015: Catalyst (Robsoul)